# Giovanni Battista Agnozzi
Giovanni Battista Agnozzi est né le 2 août 1821 à Mogliano et mort le 4 février 1888 à Bogotá. Il est chargé d'affaires à la nonciature en Suisse et délégué apostolique en Colombie (en). 